# سمیون بلیتس-گیمن
سیمیون بلیتز-گیمن (به انگلیسی: Semyon Belits-Geiman) (زادهٔ ۱۶ فوریهٔ ۱۹۴۵) شناگر اهل شوروی است.